# Poetry Africa
Poetry Africa es un festival internacional de poesía que se celebra anualmente en Durban, Sudáfrica. 
Más de veinte poetas, predominantemente de Sudáfrica y de otras partes del continente africano, participan en el Poetry Africa de 7 a 10 días, un festival internacional de poesía que se desarrolla principalmente en Durban, Sudáfrica, durante el último trimestre del año. El extenso programa del festival incluye representaciones teatrales, lecturas, música y lanzamientos de libros con la final del festival en BAT Center (centro cultural). Las actividades diurnas incluyen seminarios, talleres, oportunidades de micrófono abierto y visitas a escuelas.
Poetry Africa está organizada por el Centro de Artes Creativas, que es una organización artística multidisciplinaria dentro de la Facultad de Ciencias Humanas de la Universidad de KwaZulu-Natal en Durban. De la declaración de la misión de CCA:

El Centro cumple una función como facilitador, promotor y generador de capacidad, y desempeña un papel vital para llevar a buen término el potencial artístico de la región. El CCA coordina cuatro festivales anuales que son los más importantes de su tipo en la región; Time of the Writer, Poetry Africa, Festival Internacional de Cine de Durban, y el JOMBA! Festival de danza contemporánea. El CCA también participa en otros proyectos y programas. Estos festivales reflejan integridad artística, se producen profesionalmente y reciben una excelente cobertura mediática. Todos tienen fuertes vínculos internacionales que mejoran las relaciones artísticas interculturales con y dentro de Sudáfrica, el continente africano y la comunidad global. Todas las actividades tienen componentes de desarrollo importantes que llegan a comunidades que no tienen acceso a profesionales de arte de alto nivel, como los que participan en nuestros festivales. Las escuelas y las instituciones terciarias son un foco particular; al igual que las organizaciones comunitarias de artes comunitarias.

Más de 300 poetas y escritores han asistido al festival en sus 15 ediciones, que incluyen:
- Chris Abani, 2002.
- Didier Awadi, 2011.
- Gabeba Baderoon, 2005.
- Dennis Brutus, varios años.
- Sutardji Calzoum Bachri, 2004.
- Gary Cummiskey, 2008.
- Kwame Dawes, 2011.
- Guillem Gavaldà, 2019.[6]
- Bob Holman, 2003.
- Stanley Onjezani Kenani, 2007.
- Werewere Liking, 2004.
- Rethabile Masilo, 2016.
- Gcina Mhlope, varios años.
- Bantu Mwaura, 2008 (también para Poetry Africa en el Foro Social Mundial, Kenia 2007)
- Pitika Ntuli, varios años.
- Lesego Rampolokeng, varios años.
- Mamta Sagar, 2005.
- Benjamin Zephaniah, 2000 y 2006.
- Raúl Zurita, 2011.[7]
- Maria Sevilla, 2020.